# Sankt
Sankt betyder hellig, helgen (af latin sanctus). Ordet bruges kun adjektivisk, dvs. som et beskrivende forled foran helgen(inde)navn: Sankt Hans, Sankt Birgitta osv.